# Coppa FIRA 1989-1990
La Coppa FIRA 1989-90 (in francese Trophée européen FIRA 1989-90), anche Coppa Europa 1989-90, fu il 28º campionato europeo di rugby a 15 organizzato dalla FIRA.
Si tenne dal 22 ottobre 1989 al 27 maggio 1990 tra 5 squadre che si affrontarono con la formula del girone unico.
La vittoria finale arrise per la 23ª volta alla Francia, che terminò in classifica prima a pari merito di Unione Sovietica e Romania, ma con miglior differenza punti.
Parte del torneo svolse anche funzioni di fasi qualificatorie alla Coppa del Mondo 1991: è il caso, per esempio, dell'incontro tra Marocco e Tunisia, che, benché affiliate FIRA, partecipavano alle qualificazioni africane che si tenevano ad Harare, in Zimbabwe.
L'incontro tra le due squadre terminò 12-12 e, onde spareggiare per il prosieguo delle eliminatorie, le due federazioni stabilirono di comune accordo che il punteggio valido per il torneo FIRA sarebbe stato il successivo incontro di qualificazione tra le due, vinto dal Marocco 12-6.
Parimenti, la seconda divisione vide la disputa di Spagna ― Paesi Bassi, valida anche per le qualificazioni europee alla Coppa del Mondo.
Gli iberici vinsero il proprio girone, facilitati nel compito dal forfait della Bulgaria impegnata a far fronte a problemi politico/economici in patria conseguenti alla fine del blocco d'influenza sovietico; per l'accesso alla categoria superiore, affrontarono e vinsero uno spareggio a Siviglia contro i vicini di casa del Portogallo con il punteggio di 29 a 6.
Ancora in seconda divisione, ultima presenza della Germania Ovest con tale nome; a ottobre 1990 avvenne la riunificazione con la Germania Est e la nuova squadra è da allora nota come Germania.
Ultima stagione di rilievo per la Romania che, pur continuando a rimanere a ridosso di Italia e Francia negli anni a venire, perse gran parte degli elementi migliori a seguito della rivoluzione che scoppiò nel Paese a dicembre 1989, proprio durante lo svolgimento del torneo: i giocatori della nazionale, infatti, erano quasi tutti militari delle Forze Armate o agenti di polizia e con il nuovo assetto politico post-socialista che seguì la rivoluzione i club sportivi non furono più finanziati dallo Stato, con conseguente crollo dei praticanti la disciplina; durante le rivolte di natale 1989, inoltre, a un posto di blocco fu ucciso il trentaquattrenne terza linea della nazionale Florică Murariu, che fuori dall'attività sportiva era un ufficiale dell'esercito romeno, colpito da alcuni insorti armati.

## Squadre partecipanti
| 1ª divisione     | 2ª divisione | 2ª divisione   | 3ª divisione |
| 1ª divisione     | Girone A     | Girone B       | 3ª divisione |
| ---------------- | ------------ | -------------- | ------------ |
| Francia          | Belgio       | Bulgaria       | Andorra      |
| Italia           | Marocco      | Cecoslovacchia | Jugoslavia   |
| Polonia          | Portogallo   | Germania Ovest | Lussemburgo  |
| Romania          | Tunisia      | Paesi Bassi    |              |
| Unione Sovietica |              | Spagna         |              |

## 1ª divisione
| Data       | Incontro                   | Risultato | Sede       |
| ---------- | -------------------------- | --------- | ---------- |
| 22-10-1989 | Romania ― Unione Sovietica | 13-21     | Baia Mare  |
| 5-11-1989  | Unione Sovietica ― Italia  | 15-12     | Mosca      |
| 18-2-1990  | Francia XV ― Italia        | 22-12     | Albi       |
| 7-4-1990   | Italia ― Polonia           | 34-3      | Napoli     |
| 14-4-1990  | Romania A ― Polonia        | 25-19     | Bucarest   |
| 14-4-1990  | Italia ― Romania           | 9-16      | Frascati   |
| 18-5-1990  | Francia XV ― Polonia       | 32-9      | Le Creusot |
| 20-5-1990  | Unione Sovietica ― Francia | 14-22     | Mosca      |
| 24-5-1990  | Francia ― Romania          | 6-12      | Auch       |
| 27-5-1990  | Polonia ― Unione Sovietica | 12-31     | Varsavia   |

|               | Classifica       | G | V | N | P | PF | PS  | P±  | PT |
| ------------- | ---------------- | - | - | - | - | -- | --- | --- | -- |
|               | Francia          | 4 | 3 | 0 | 1 | 82 | 47  | +35 | 10 |
|               | Unione Sovietica | 4 | 3 | 0 | 1 | 81 | 59  | +22 | 10 |
|               | Romania          | 4 | 3 | 0 | 1 | 66 | 55  | +11 | 10 |
|               | Italia           | 4 | 1 | 0 | 3 | 67 | 56  | +11 | 6  |
| Retrocessione | Polonia          | 4 | 0 | 0 | 4 | 43 | 122 | -79 | 4  |

## 2ª divisione

### Girone A
| Data      | Incontro             | Risultato | Sede       |
| --------- | -------------------- | --------- | ---------- |
| 10-2-1990 | Tunisia ― Marocco    | 12-12     | Tunisi     |
| 10-3-1990 | Marocco ― Belgio     | 20-6      | Casablanca |
| 24-3-1990 | Portogallo ― Marocco | 16-10     | Porto      |
| 2-5-1990  | Belgio ― Portogallo  | 12-24     | Waterloo   |
| 5-5-1990  | Tunisia ― Marocco    | 12-8      | Harare     |
| 26-5-1990 | Portogallo ― Tunisia | 12-6      | Lisbona    |

|  | Classifica | G | V | N | P | PF | PS | P±  | PT |
|  | ---------- | - | - | - | - | -- | -- | --- | -- |
|  | Portogallo | 3 | 3 | 0 | 0 | 52 | 28 | +24 | 9  |
|  | Marocco    | 3 | 1 | 0 | 2 | 39 | 35 | +8  | 5  |
|  | Tunisia    | 2 | 1 | 0 | 1 | 18 | 21 | -3  | 4  |
|  | Belgio     | 2 | 0 | 0 | 2 | 18 | 44 | -26 | 2  |

### Girone B
| Data       | Incontro                        | Risultato | Sede        |
| ---------- | ------------------------------- | --------- | ----------- |
| 17-9-1989  | Germania Ovest ― Paesi Bassi    | 6-12      | Heidelberg  |
| 29-10-1989 | Spagna ― Paesi Bassi            | 29-15     | Madrid      |
| 4-3-1990   | Paesi Bassi ― Bulgaria          | 45-10     | Hilversum   |
| 18-3-1990  | Cecoslovacchia ― Paesi Bassi    | 6-29      | Brno        |
| 18-3-1990  | Spagna ― Germania Ovest         | 19-8      | Madrid      |
| 22-4-1990  | Bulgaria ― Germania Ovest       | 12-40     | Sofia       |
| 29-4-1990  | Cecoslovacchia ― Spagna         | 22-22     | Vyškov      |
| 5-5-1990   | Germania Ovest ― Cecoslovacchia | 32-7      | Hannover    |
| 20-5-1990  | Spagna ― Bulgaria               | 6-0       | per forfait |
| 3-6-1990   | Bulgaria ― Cecoslovacchia       | 15-10     | Sofia       |

|               | Classifica     | G | V | N | P | PF  | PS  | P±  | PT |
| ------------- | -------------- | - | - | - | - | --- | --- | --- | -- |
|               | Spagna         | 4 | 3 | 1 | 0 | 76  | 45  | +31 | 11 |
|               | Paesi Bassi    | 4 | 3 | 0 | 1 | 101 | 51  | +50 | 10 |
|               | Germania Ovest | 4 | 2 | 0 | 2 | 86  | 50  | +36 | 8  |
| Retrocessione | Cecoslovacchia | 4 | 0 | 1 | 3 | 45  | 98  | -53 | 5  |
| Retrocessione | Bulgaria       | 4 | 1 | 0 | 3 | 37  | 101 | -64 | 5  |

### Spareggio promozione
| Arbitro: | Doulcet |

|                                               |      |                |
| Azkargorta 55’ Díaz 60’ tecnica 69’ Sáenz 74’ | mt   |                |
| Blanco 69’ Diaz 74’                           | tr   |                |
| Blanco 9’, 18’, 36’                           | c.p. | 41’, 49’ Gomes |

## 3ª divisione
| Data      | Incontro                 | Risultato | Sede        |
| --------- | ------------------------ | --------- | ----------- |
| 29-4-1990 | Andorra ― Lussemburgo    | 26-6      | Andorra     |
| 13-5-1990 | Lussemburgo ― Jugoslavia | 6-28      | Lussemburgo |
| 20-5-1990 | Jugoslavia ― Andorra     | 6-9       | Spalato     |

|  | Classifica  | G | V | N | P | PF | PS | P±  | PT |
|  | ----------- | - | - | - | - | -- | -- | --- | -- |
|  | Andorra     | 2 | 2 | 0 | 0 | 35 | 9  | +26 | 6  |
|  | Jugoslavia  | 2 | 1 | 0 | 1 | 31 | 15 | +16 | 4  |
|  | Lussemburgo | 2 | 0 | 0 | 2 | 12 | 54 | -42 | 2  |